# 蒙米拉伊
蒙米拉伊（法語發音：[mɔ̃miʁaj]），法国中北部城市，大东部大区马恩省的一个市镇，隶属于埃佩尔奈区，其市镇面积为48.8平方公里，2022年1月1日时人口数量为3,551人，在法国城市中排名第3,139位。
蒙米拉伊位于马恩省西部，小莫兰河右侧，其西侧与埃纳省接壤，是一个区域性的中心城市，多个方向的公路在此交汇。蒙米拉伊因历史上的蒙米拉伊家族和19世纪初的蒙米拉伊之战而闻名。

## 地名来源
“蒙米拉伊”一名来源最初于1131年以“Mons Mirabilis”的形式被记载，该名称包含两部分，其中“Mons”来源于拉丁语Monte，意为“山脉”；“Mirabilis”来源于古法语，本意为“镜面”，引申含义为“风景”。
此外，因翻译标准不同，“Montmirail”在部分汉语文献中又被译为蒙米赖。

## 历史

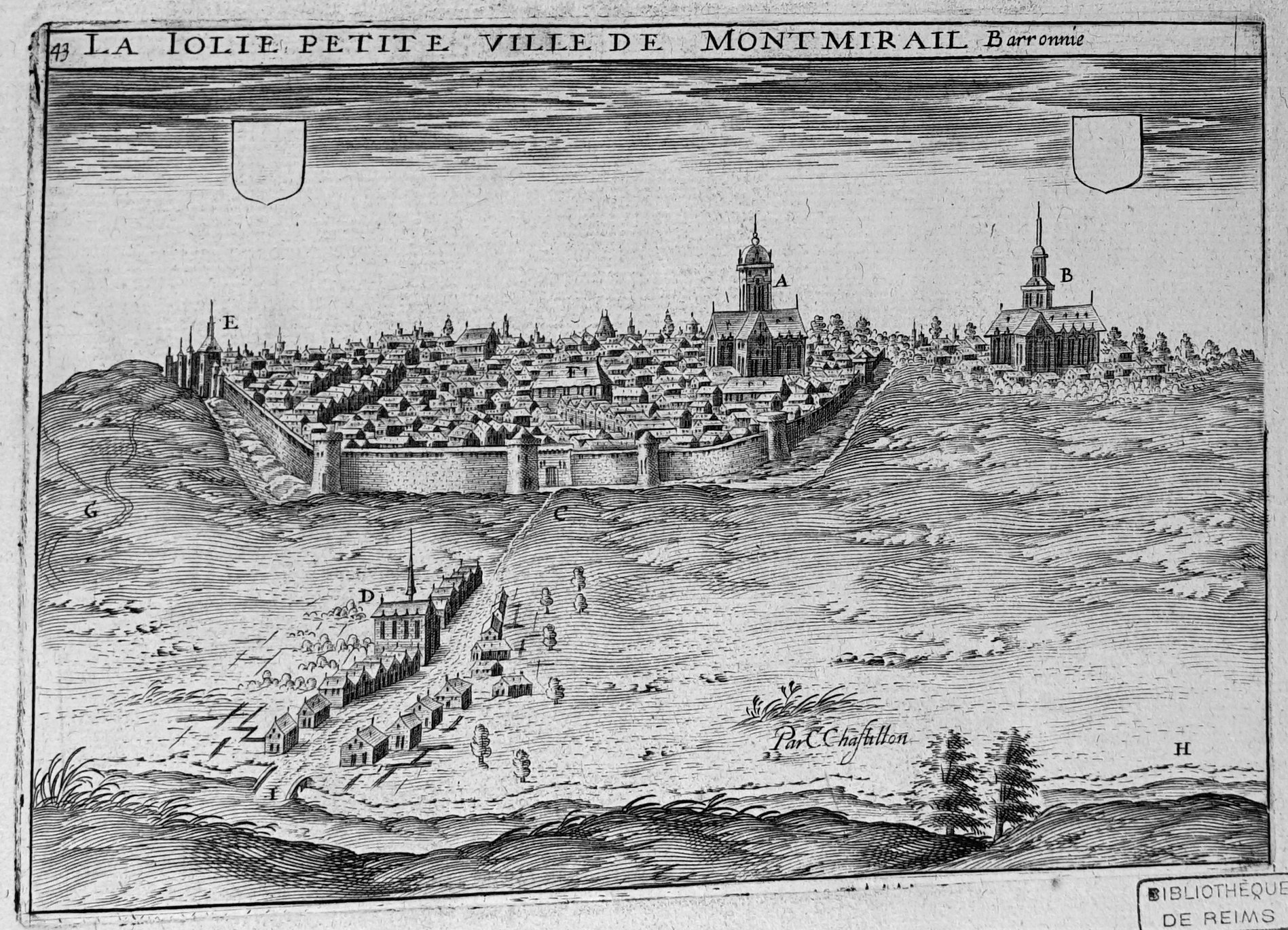
16世纪末的蒙米拉伊

蒙米拉伊的早期历史尚不清楚。根据当地官方网站的论述，蒙米拉伊境内曾发现一处古典时期的道路驿站遗址，但尚无法确定究竟谁是蒙米拉伊建造者。公元五世纪时，蒙米拉伊出现一座木质塔楼，其周边逐渐形成聚落。中世纪中期，戈谢（Gaucher de La Ferté-Gaucher）与特鲁瓦伯爵蒂博三世的后代联姻并由此创建了蒙米拉伊家族，后者逐渐发展成为香槟伯国的一个重要贵族，其成员在此地兴建蒙米拉伊城堡。1126年，苏瓦松主教在此地创建蒙米拉伊教会。12世纪末，蒙米拉伊的领主让成为法兰西王室统帅。此后，蒙米拉伊逐渐发展成为一个封建政治中心，当地人口数量有所增加，并出现了商业集市。1429年夏季，圣女贞德和查理七世在从兰斯返回巴黎途中曾停留于蒙米拉伊。文生·德·保祿曾于1613年到访蒙米拉伊。法国大革命后，蒙米拉伊成为马恩省的一个市镇。1814年，普俄联军在此与拿破仑展开蒙米拉伊战役但未能成功。工业革命期间，途径蒙米拉伊的梅济－塞纳河畔罗米伊铁路建成通车，后因客流较小而逐渐废弃。1914年，德军将领亚历山大·冯·克鲁克曾率军入侵破坏蒙米拉伊。第二次世界大战期间，蒙米拉伊境内曾出现民间抵抗运动组织。2011年2月15日，时任法国总统尼古拉·萨科齐曾参观访问蒙米拉伊的一家企业。
在行政区划方面，1795至1800年间，蒙库波（Montcoupeau）和蒙莱昂（Montléant）两个市镇整体并入蒙米拉伊。1966年和1967年，库尔伯托和莱谢勒勒弗朗两个市镇分别合并入蒙米拉伊的市镇范围。1972年，马克洛奈亦整体并入蒙米拉伊。此外，在1801至2015年间，蒙米拉伊亦是蒙米拉伊县的县治。

## 地理

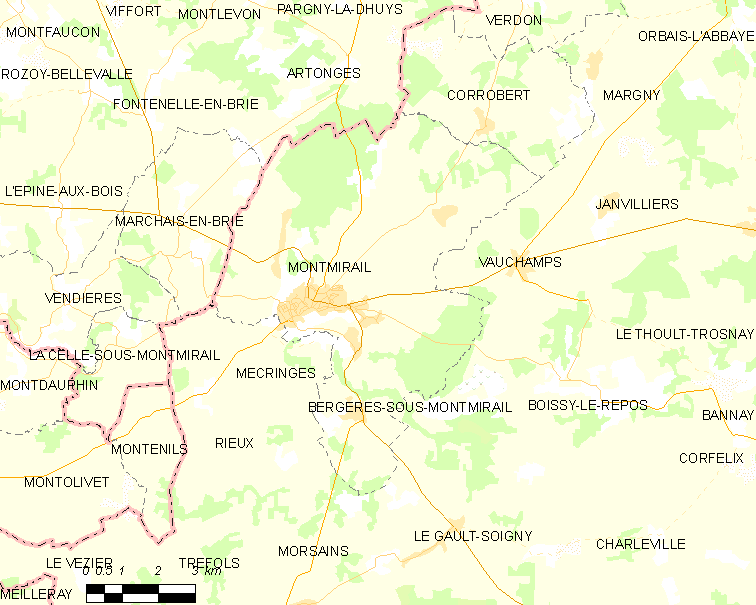
蒙米拉伊市镇范围地图

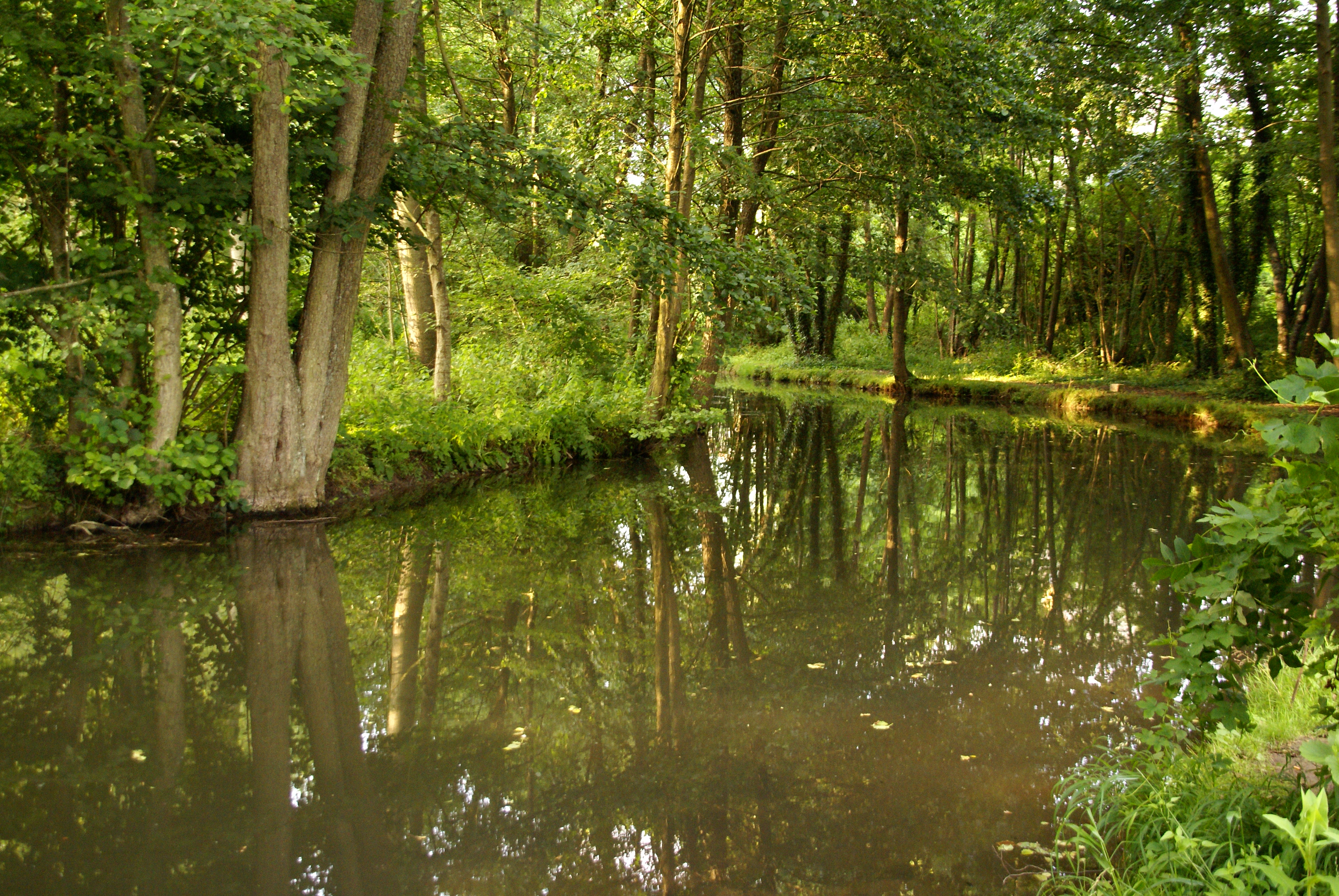
小莫兰河蒙米拉伊段

蒙米拉伊位于法国中北部，大东部大区西部和马恩省西南部，距离省会香槟沙隆大约64公里。与蒙米拉伊接壤的市镇包括：贝热尔苏蒙米拉伊、布里地区迪斯和莫兰、科罗贝尔、勒戈-苏瓦尼、让维利耶、梅克兰日和沃尚。

### 地形
蒙米拉伊位于巴黎盆地东部腹地，境内以丘陵为主，市镇中心位于小莫兰河谷右岸的一处高地，河面和老城区之间的高差近50米，全境海拔在112到224米之间。

### 水文
蒙米拉伊位于塞纳河流域范围内，小莫兰河自东向西流经境内。

### 植被
蒙米拉伊属于温带阔叶混交林区，林地多分布于河流及城堡附近，市镇北侧为红沟森林（Forêt de Rouges Fossés）。
在鲜花城市的评比中，蒙米拉伊被评为3星级鲜花城市。

### 气候
蒙米拉伊在柯本气候分类法中属于温带海洋性气候（Cfb）。
距离蒙米拉伊最近的常年气象站位于戈谢堡境内，以下为该气象站的数据（其中日照数据取自埃佩尔奈）：
| 戈谢堡 1981年－2019年                 | 戈谢堡 1981年－2019年 | 戈谢堡 1981年－2019年 | 戈谢堡 1981年－2019年 | 戈谢堡 1981年－2019年 | 戈谢堡 1981年－2019年 | 戈谢堡 1981年－2019年 | 戈谢堡 1981年－2019年 | 戈谢堡 1981年－2019年 | 戈谢堡 1981年－2019年 | 戈谢堡 1981年－2019年 | 戈谢堡 1981年－2019年 | 戈谢堡 1981年－2019年 | 戈谢堡 1981年－2019年 |
| 月份                                  | 1月                   | 2月                   | 3月                   | 4月                   | 5月                   | 6月                   | 7月                   | 8月                   | 9月                   | 10月                  | 11月                  | 12月                  | 全年                  |
| ------------------------------------- | --------------------- | --------------------- | --------------------- | --------------------- | --------------------- | --------------------- | --------------------- | --------------------- | --------------------- | --------------------- | --------------------- | --------------------- | --------------------- |
| 历史最高温 °C（°F）                   | 16 (61)               | 19.5 (67.1)           | 25 (77)               | 26.5 (79.7)           | 32 (90)               | 35.5 (95.9)           | 37 (99)               | 40.5 (104.9)          | 31 (88)               | 28.5 (83.3)           | 21.5 (70.7)           | 17 (63)               | 40.5 (104.9)          |
| 平均高温 °C（°F）                     | 6.1 (43.0)            | 7.5 (45.5)            | 11.5 (52.7)           | 15 (59)               | 19.2 (66.6)           | 22.4 (72.3)           | 25.2 (77.4)           | 25.1 (77.2)           | 20.7 (69.3)           | 16 (61)               | 9.9 (49.8)            | 6.5 (43.7)            | 15.4 (59.7)           |
| 日均气温 °C（°F）                     | 3.3 (37.9)            | 3.9 (39.0)            | 6.9 (44.4)            | 9.6 (49.3)            | 13.6 (56.5)           | 16.4 (61.5)           | 18.9 (66.0)           | 18.7 (65.7)           | 15.2 (59.4)           | 11.6 (52.9)           | 6.7 (44.1)            | 3.9 (39.0)            | 10.7 (51.3)           |
| 平均低温 °C（°F）                     | 0.5 (32.9)            | 0.4 (32.7)            | 2.4 (36.3)            | 4.1 (39.4)            | 8 (46)                | 10.4 (50.7)           | 12.5 (54.5)           | 12.4 (54.3)           | 9.6 (49.3)            | 7.2 (45.0)            | 3.5 (38.3)            | 1.4 (34.5)            | 6 (43)                |
| 历史最低温 °C（°F）                   | −22.5 (−8.5)          | −14.5 (5.9)           | −11.5 (11.3)          | −5.5 (22.1)           | −2 (28)               | −0.5 (31.1)           | 2 (36)                | 2.5 (36.5)            | 0.5 (32.9)            | −6.5 (20.3)           | −10.5 (13.1)          | −13.5 (7.7)           | −22.5 (−8.5)          |
| 平均降水量 mm（）                     | 65.9 (2.59)           | 56.4 (2.22)           | 58.9 (2.32)           | 56.8 (2.24)           | 63.5 (2.50)           | 51.6 (2.03)           | 68.4 (2.69)           | 57.7 (2.27)           | 60.4 (2.38)           | 69.7 (2.74)           | 67.2 (2.65)           | 76.9 (3.03)           | 753.4 (29.66)         |
| 月均日照時數                          | 89.9                  | 113                   | 182.9                 | 246                   | 275.9                 | 297                   | 319.3                 | 285.2                 | 216                   | 161.2                 | 99                    | 89.9                  | 2,375.3               |
| 来源：infoclimat.fr、climate-data.org |                       |                       |                       |                       |                       |                       |                       |                       |                       |                       |                       |                       |                       |

## 行政区划
蒙米拉伊的市镇编号为51380，邮政编号为51210。
在行政管理方面，蒙米拉伊隶属于法国大东部大区马恩省埃佩尔奈区；在地方选举方面，蒙米拉伊隶属于塞扎讷-布里和香槟县，其市镇范围全境被划入马恩省第五选区；在社会管理方面，蒙米拉伊是香槟布里市镇公共社区的办公驻地。
截至2024年1月，蒙米拉伊市镇范围内暂无任何城市敏感街区及城市政策优先街区。
法国国家统计与经济研究所（简称）在进行数据统计时，将蒙米拉伊市镇单独设为蒙米拉伊城市核心区（Unité urbaine de Montmirail）及蒙米拉伊城市区（Aire urbaine de Montmirail）。自2020年起，蒙米拉伊城市区被包含19个市镇的蒙米拉伊城市辐射区代替。此外，还将蒙米拉伊市镇整体看作一个“块区”（IRIS），以便于统计人口分布情况。

## 交通

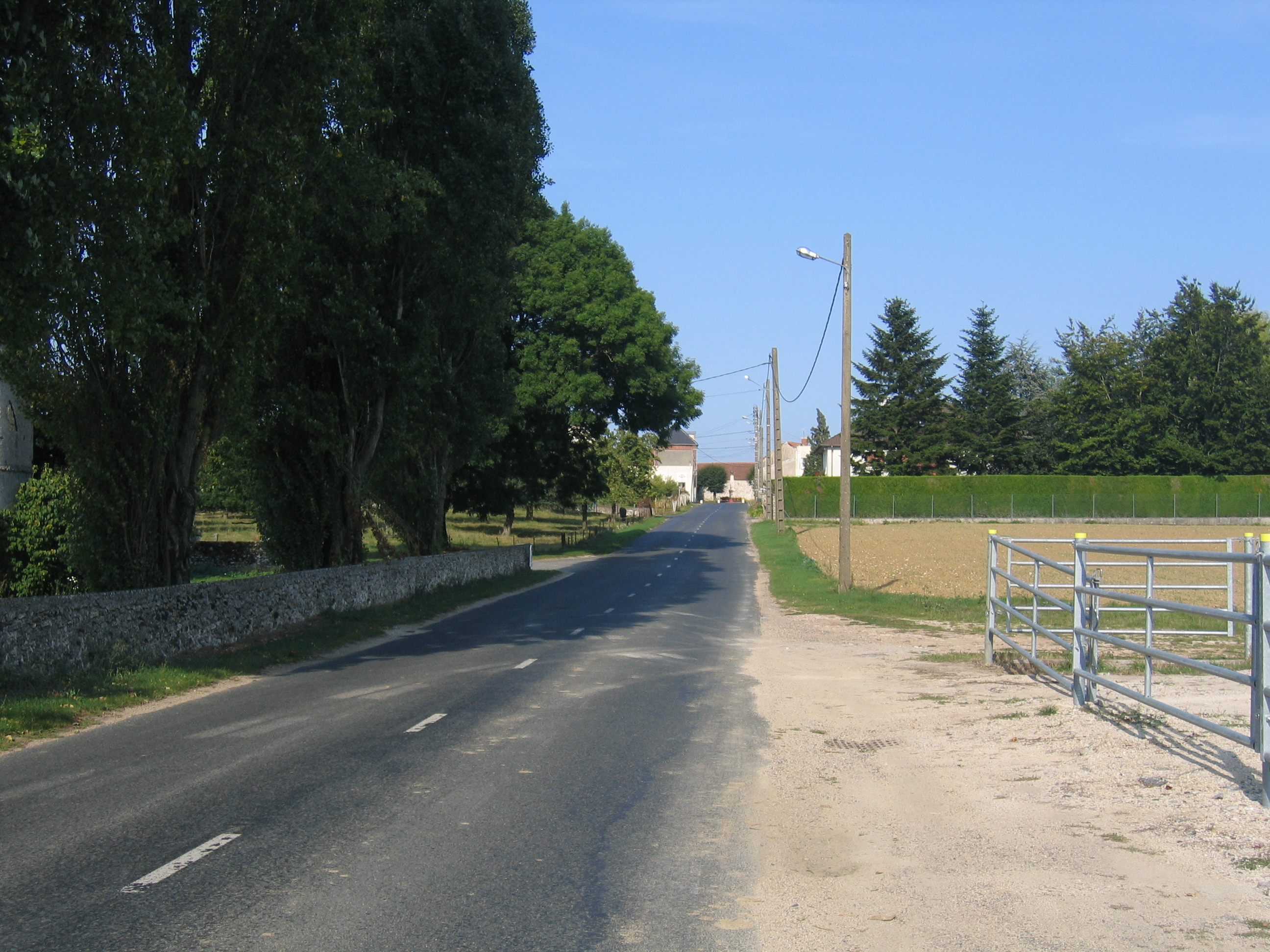
蒙米拉伊境内的一条道路

### 公路
马恩省省道D23线、D41线、D43线、D373线和D933线在蒙米拉伊境内交汇。大东部大区公共交通（商业名称为“Fluo”）下属的马恩省城际客运提供途径蒙米拉伊的定制校车巴士服务。
2020年，71.4%的蒙米拉伊家庭拥有至少一辆私人汽车。2020年，蒙米拉伊境内共发生各类交通事故2起，造成3人受伤，其中1人重伤。
| 18 | 40 |

| 20 | 64 |

| 经D933（东行） |

| 香槟沙隆 | 64 |

| 尚波贝尔 | 19 |

| 经D933（西行） |

| 莫城 | 53 |

| 拉费泰苏茹阿尔 | 35 |

| （其它方向） |

| 蒂耶里堡 | 25 |

| 塞扎讷 | 25 |

### 铁路
蒙米拉伊位于梅济－塞纳河畔罗米伊铁路上，该铁路自1953年起停止客运服务，现仅供少量货运列车运行。
距离蒙米拉伊最近的运营中的客运铁路车站为24公里外的蒂耶里堡站，该站停靠法兰西岛大区列车P线以及往返于巴黎和圣迪济耶一线的区域列车，部分班次可直达斯特拉斯堡

### 航空
蒙米拉伊距离巴黎-瓦特里机场和巴黎戴高乐机场的公路里程分别大约64公里和88公里。

### 城市公共交通
截至2024年1月，蒙米拉伊暂无城市公共交通系统。

## 政治

### 市政内阁

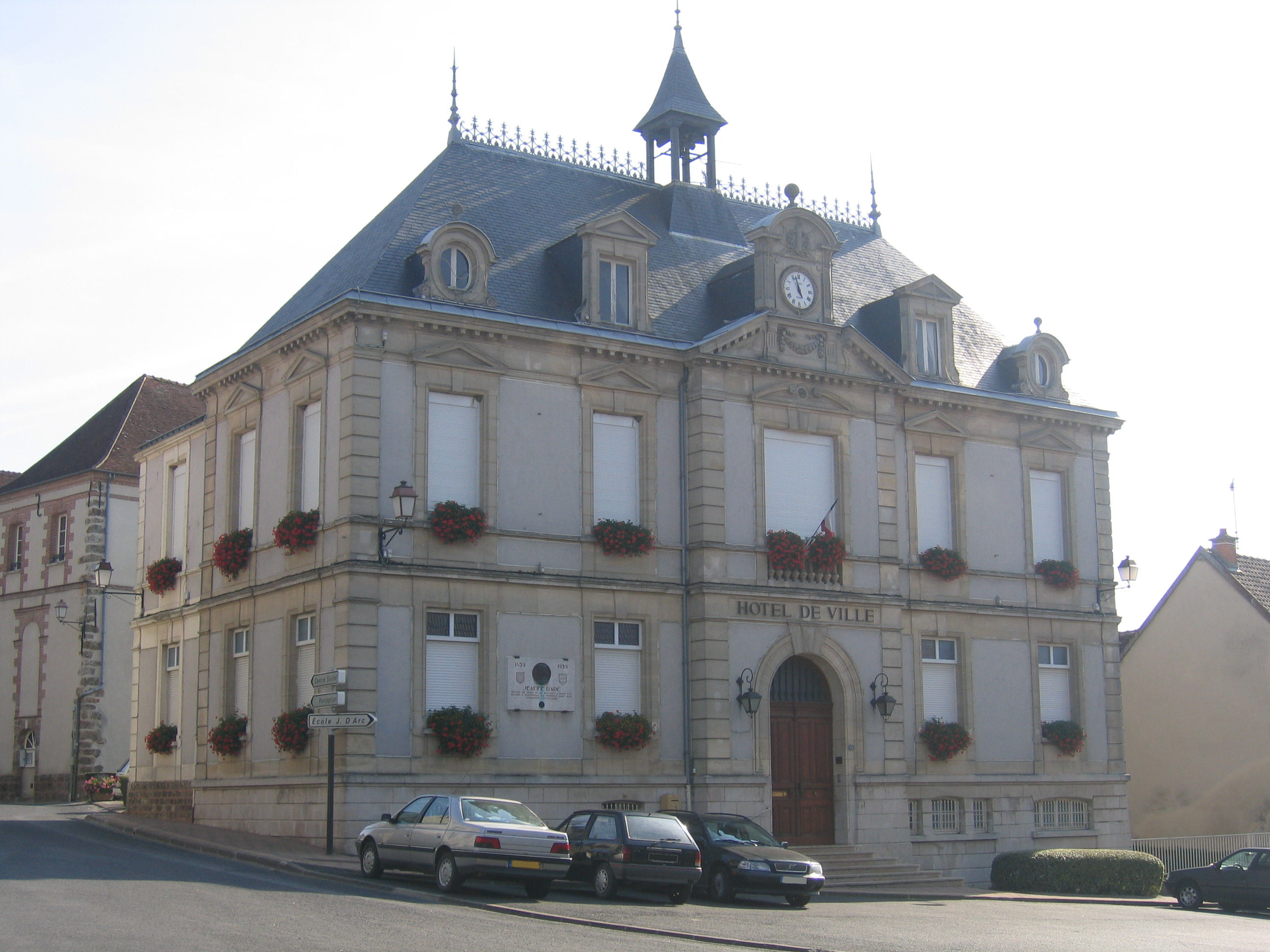
蒙米拉伊市政厅

蒙米拉伊的现任市长为艾蒂安·迪克先生（Etienne DHUICQ），他是一名右翼无党派人士，在2020年的市政选举中获得了100.00%的支持率（无其他候选人）。
| 蒙米拉伊历届市长 | 蒙米拉伊历届市长                                                      | 蒙米拉伊历届市长                   |
| 任期             | 市长                                                                  | 党派                               |
| ---------------- | --------------------------------------------------------------------- | ---------------------------------- |
| 1944年－1947年   | Gaston BAUDOUIN 加斯东·博杜安                                         | 不详                               |
| 1947年－1959年   | Robert MATTHIEU 罗贝尔·马蒂厄                                         | 不详                               |
| 1959年－1963年   | Jean François Marie DE LA ROCHEFOUCAULD 让·弗朗索瓦·马里·德拉罗什富科 | 不详                               |
| 1963年－1992年   | Philippe AMELIN 菲利普·阿姆兰                                         | UDR共和国保卫联盟 →RPR保衛共和聯盟 |
| 1992年－2001年   | Gérard ADAM 热拉尔·亚当                                               | 不详                               |
| 2001年－2014年   | Bernard DOUCET 贝尔纳·杜塞                                            | UMP人民运动联盟                    |
| 2014年－         | Etienne DHUICQ 艾蒂安·迪克                                            | LR共和黨 →DVD右翼无党派人士        |

### 各级选举
| 蒙米拉伊历届投票选举结果 | 蒙米拉伊历届投票选举结果 | 蒙米拉伊历届投票选举结果 | 蒙米拉伊历届投票选举结果 | 蒙米拉伊历届投票选举结果  | 蒙米拉伊历届投票选举结果 | 蒙米拉伊历届投票选举结果 | 蒙米拉伊历届投票选举结果  | 蒙米拉伊历届投票选举结果 | 蒙米拉伊历届投票选举结果 |
| 选举项目                 | 选举范围                 | 选区单位                 | 选区单位内的选举结果     | 选区单位内的选举结果      | 选区单位内的选举结果     | 选区单位内的选举结果     | 选区单位内的选举结果      | 选区单位内的选举结果     | 参考资料                 |
| 选举项目                 | 选举范围                 | 选区单位                 | 第一轮胜出者             | 第一轮胜出者              | 支持率                   | 第二轮胜出者             | 第二轮胜出者              | 支持率                   | 参考资料                 |
| ------------------------ | ------------------------ | ------------------------ | ------------------------ | ------------------------- | ------------------------ | ------------------------ | ------------------------- | ------------------------ | ------------------------ |
| 2017年法國總統選舉       | 法國                     | 市镇                     |                          | 玛丽娜·勒庞               | 36.14%                   |                          | 玛丽娜·勒庞               | 55.76%                   | [ 34 ]                   |
| 2017年法国立法选举       | 马恩省第五选区           | 市镇                     |                          | 巴斯蒂德·菲利波           | 29.95%                   |                          | 埃里克·吉拉尔丹           | 52.17%                   | [ 34 ]                   |
| 2019年欧洲议会选举       | 法國                     | 市镇                     |                          | 若尔丹·巴尔代拉           | 28.77%                   | （不适用）               | （不适用）                | （不适用）               | [ 36 ]                   |
| 2021年法国省级选举       | 马恩省                   | 县                       |                          | 达妮埃尔·贝拉 西里尔·洛朗 | 49.72%                   |                          | 达妮埃尔·贝拉 西里尔·洛朗 | 67.97%                   | [ 37 ]                   |
| 2021年法国省级选举       | 马恩省                   | 市镇                     |                          | 达妮埃尔·贝拉 西里尔·洛朗 | 52.23%                   |                          | 达妮埃尔·贝拉 西里尔·洛朗 | 68.34%                   | [ 37 ]                   |
| 2021年法国大区选举       | 大東部大區               | 市镇                     |                          | 让·罗特纳                 | 37.92%                   |                          | 让·罗特纳                 | 49.61%                   | [ 38 ]                   |
| 2022年法国总统选举       | 法國                     | 市镇                     |                          | 玛丽娜·勒庞               | 40.96%                   |                          | 玛丽娜·勒庞               | 60.07%                   | [ 34 ]                   |
| 2022年法国立法选举       | 马恩省第五选区           | 市镇                     |                          | 珍妮弗·马克               | 37.23%                   |                          | 珍妮弗·马克               | 58.09%                   | [ 34 ]                   |

## 人口
2020年，蒙米拉伊市镇人口数量为3,561，在法国排名第3,139位。其中男性1,681人，女性1,880人，75岁及以上人口占13.4%，外籍人口数量为94人，人口密度为73人/平方公里，当地居民被称为（男性）或（女性）。2022年，蒙米拉伊境内出生31人，死亡人口67人。
| 蒙米拉伊1901年－2021年人口变化情况 |
|                                    |
| 数据来源：Cassini、INSEE           |

## 经济
蒙米拉伊是一个区域性的中心城市。截至2024年1月，蒙米拉伊市镇范围内共有各类用人单位（包含自雇）564家，平均历史为20年，其中95.91%为中小型企业（PME），2023年11月至2024年1月间，当地的经济活力指数为0.71%。（电缆）、（原油）及（禽类销售）是当地2019年营业额最高的三个企业，分别为97,134,517欧元、43,550,995欧元和14,513,651欧元。

## 财政与居民收入
2021年，蒙米拉伊的财政收入总额为2,378,520欧元，财政支出总额为1,960,060欧元，当年的债务总额为780,010欧元。2021年，蒙米拉伊市镇通过增值税获得124,140欧元的收入，此外当地还共获得了220,800欧元的国家直接财政补助。
| 蒙米拉伊居民收入情况                             | 蒙米拉伊居民收入情况 | 蒙米拉伊居民收入情况  | 蒙米拉伊居民收入情况 |
| 内容                                             | 蒙米拉伊             | 法国                  | 统计年份             |
| ------------------------------------------------ | -------------------- | --------------------- | -------------------- |
| 征税家庭总数                                     | 1,620                | 1,081（法国市镇平均） | 2022年               |
| 居民平均月收入                                   | 2,035欧元            | 2,435欧元             | 2022年               |
| 高级职员人均月收入                               | 3,725欧元            | 4,331欧元             | 2021年               |
| 中级职员人均月收入                               | 2,293欧元            | 2,470欧元             | 2021年               |
| 普通职员人均月收入                               | 1,684欧元            | 1,801欧元             | 2021年               |
| 贫困率                                           | 16%                  | 14.5%                 | 2020年               |
| 青壮年（15至64岁）失业率                         | 14.1%                | 7.4%                  | 2020年               |
| 征税家庭数量占比                                 | 38.4%                | 45.5%                 | 2020年               |
| 家庭年均纳税                                     | 2,499欧元            | 4,393欧元             | 2022年               |
| 资料来源：INSEE、L'Internaute、Le Journal du Net |                      |                       |                      |

## 社会事务

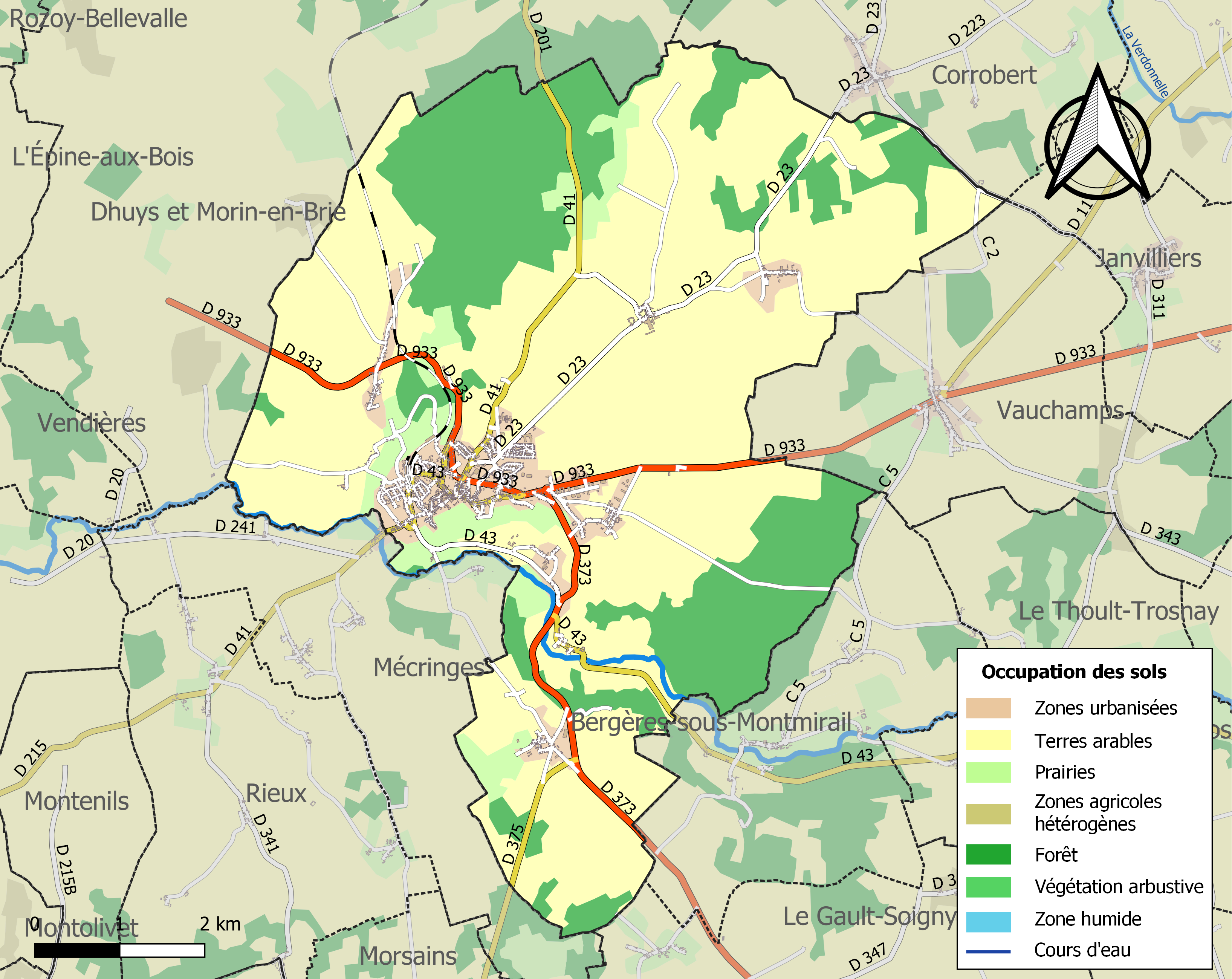
蒙米拉伊土地利用情况地图

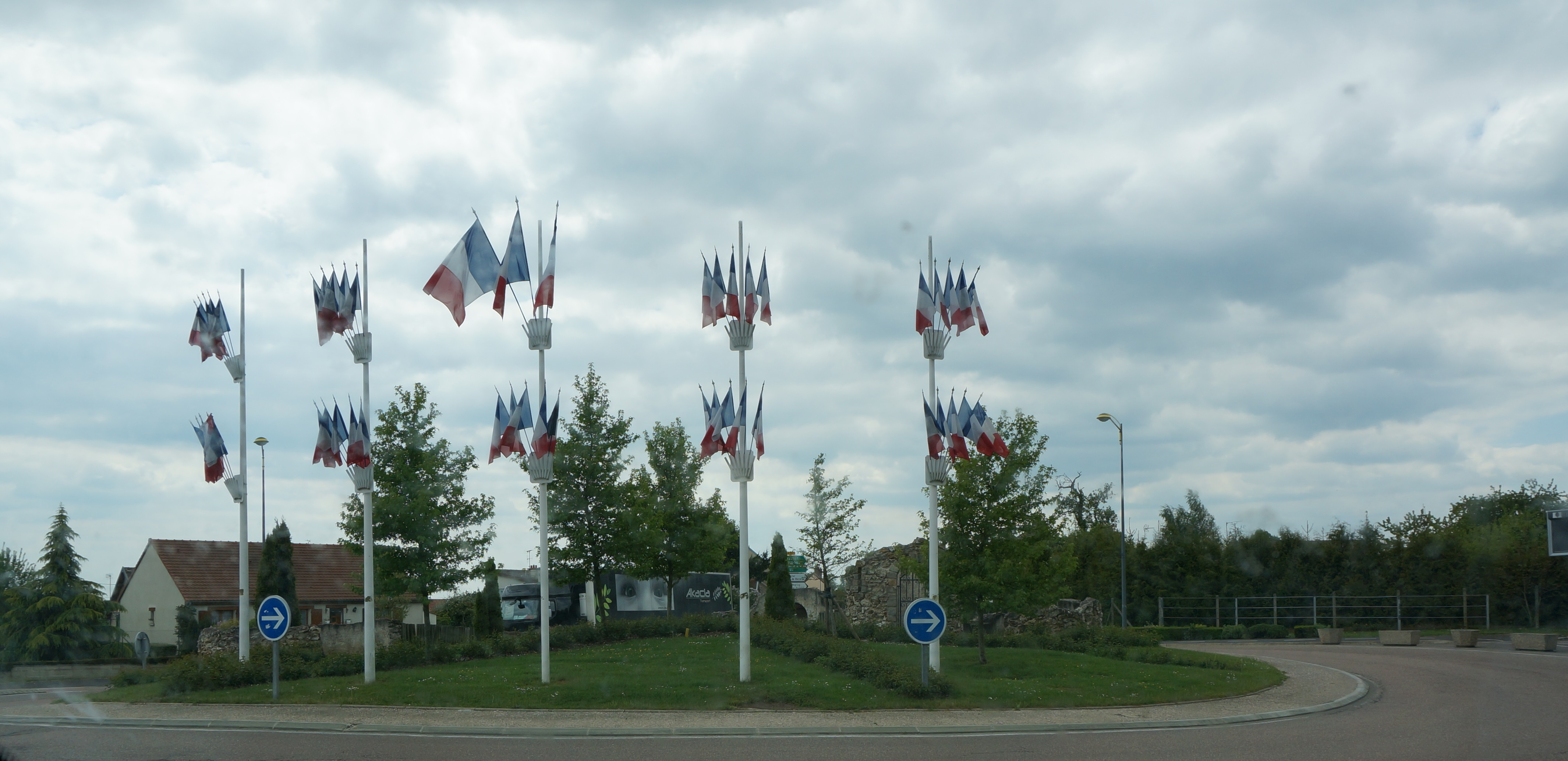
一处入城环岛

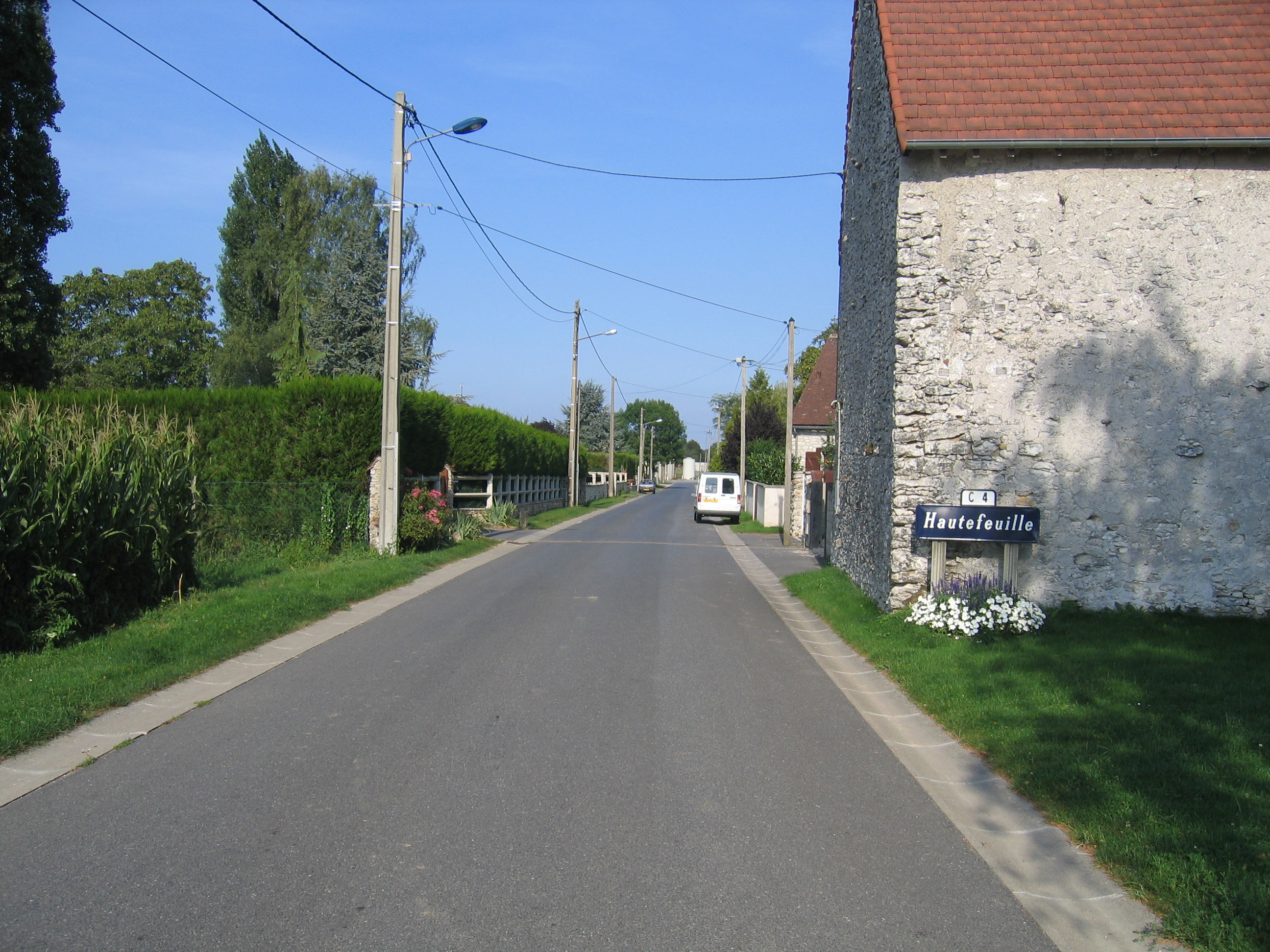
欧特弗耶村

### 教育
蒙米拉伊属于兰斯学区。截至2021年1月1日，蒙米拉伊境内共有1所幼儿园、2所小学和2所初级中学。2021至2022学年度，蒙米拉伊境内共有在校中等教育阶段学生484名。

### 医疗
截至2021年1月1日，蒙米拉伊境内共有全科医生7名、保健师4名、牙医3名、护士7名和助产士1名。境内共有药房2家、养老院1家。
蒙米拉伊中心医院（Centre Hospitalier de Montmirail）是法国的一个区域性医疗机构，其主病区“雷米·小勒梅西耶老年康复家庭医院”（Hôpital Maison de retraite de Rémy Petit-Lemercier）位于蒙米拉伊市区，是一个以老年康复为主的医院，设有床位230个。
蒙米拉伊市区距离蒂耶里堡中心医院（Centre Hospitalier de Château Thierry）主病区纳瓦拉的胡安娜医院（Hôpital de Jeanne de Navarre）的正常车程大约28分钟，该院是一家公立综合性医院。

### 住房
2020年，蒙米拉伊境内共有各类住房1,942套，其中77.1%为独立式住宅，22.3%为集中式住宅。常住房屋占蒙米拉伊市镇范围内居民建筑总量的84.8%。
在住房保障政策方面，2022年，蒙米拉伊境内共有341户家庭获得了住房经济补助，受益人数占总人口数量的10.4%，其中329份为房租补助。

### 商业
2021年，蒙米拉伊境内共有各类实体商铺79家，其中餐厅8家、大型超市4家、杂货店2家、面包房3家、肉铺2家、书店1家、装饰品店2家、银行门店3家、美容美发店6家、汽车维修店6家。蒙米拉伊镇中心北部建有一家家乐福和E.Leclerc超市；市区东部建有开放式商业街区，有Lidl、Gamm Vert等购物商场。

### 体育
2021年，蒙米拉伊境内共有2间体育馆、2座综合体育场、6处网球场、1处马术场、1处足球或橄榄球场以及1处篮球或排球场。
截至2024年1月，蒙米拉伊体育俱乐部（Sporting Club Montmirail，编号510412）是蒙米拉伊境内唯一的一家注册足球俱乐部，其主队2023至2024赛季参加马恩省足球联赛乙组（法国第十级别），其主场为市政球场（Stade Municipal）。

### 环境
蒙米拉伊的环境事务由其所属的香槟布里市镇公共社区联合各级政府协调负责。2021年，蒙米拉伊境内暂无污染企业。

### 治安
2021年，蒙米拉伊市镇范围内有1处宪兵队。
蒙米拉伊及其附近的共196个市镇是埃佩尔奈国家宪兵队（zone gendarmerie de Épernay）的管辖范围。2020年，该宪兵队累计记录各类案件2,819起，其中盗窃类案件1,606起，经济类案件351起，毒品交易类案件60起。

## 文化
2021年，蒙米拉伊境内共有1家电影院。蒙米拉伊境内建有市际多媒体中心（Médiathèque intercommunale），每周三至六向公众开放。

### 建筑
蒙米拉伊境内有多处历史建筑，其中蒙米拉伊城堡为法国国家文物保护单位，圣艾蒂安教堂（Église Saint-Étienne de Montmirail）、圣母恩赐修道院遗址等是当地的地标性建筑物。

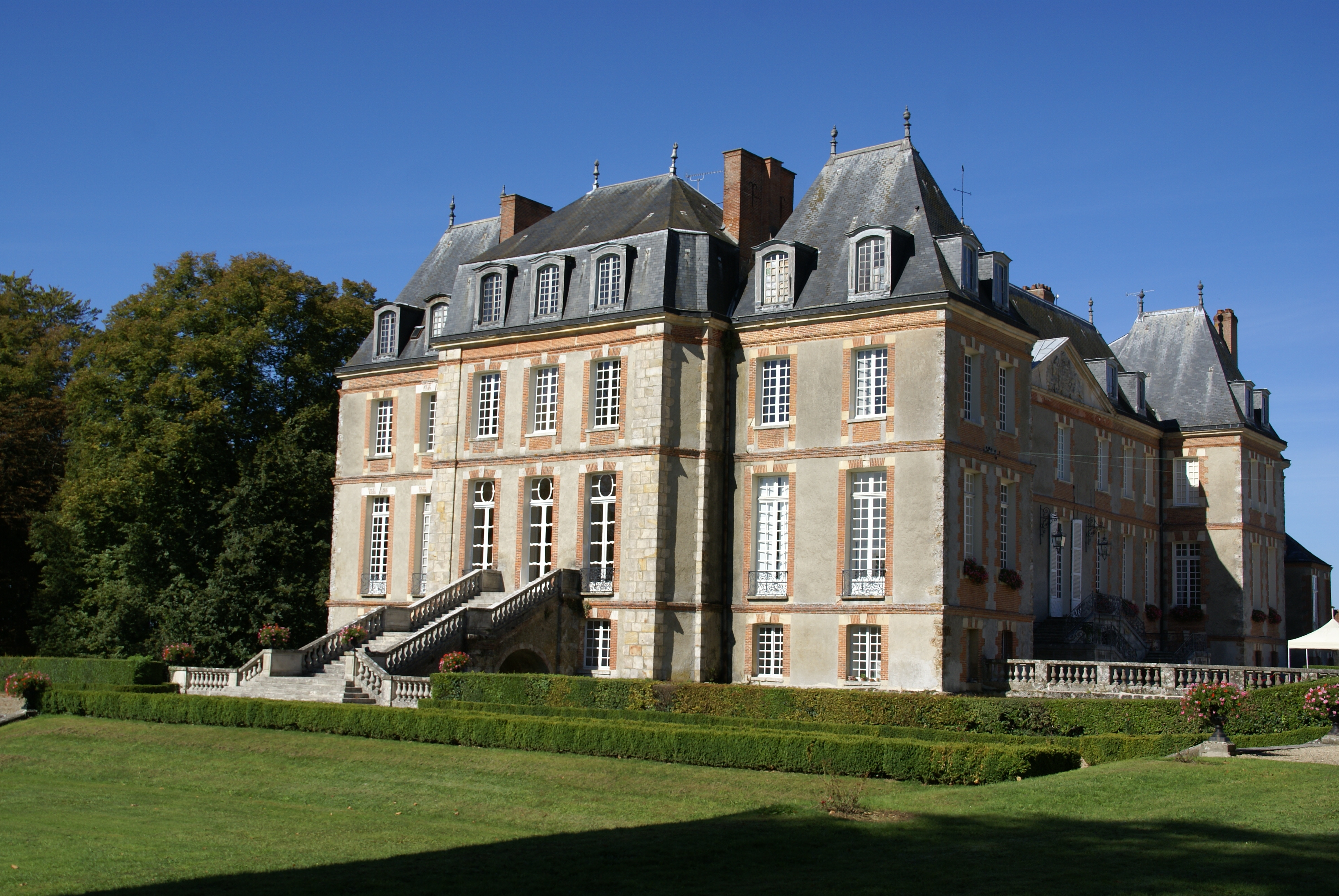
蒙米拉伊城堡（法语：Château de Montmirail (Marne)）
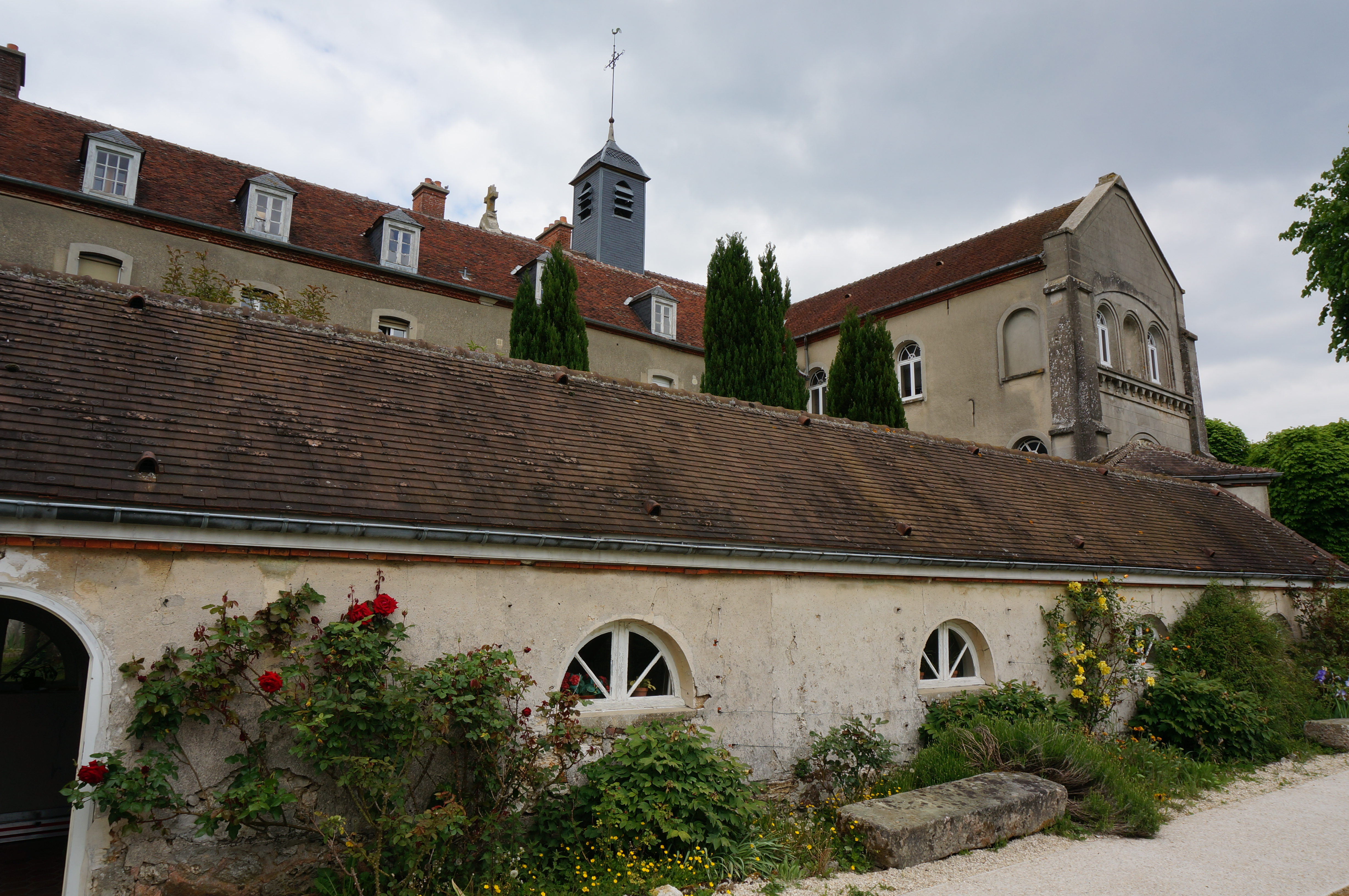
蒙米拉伊教会（法语：Couvent de Montmirail）
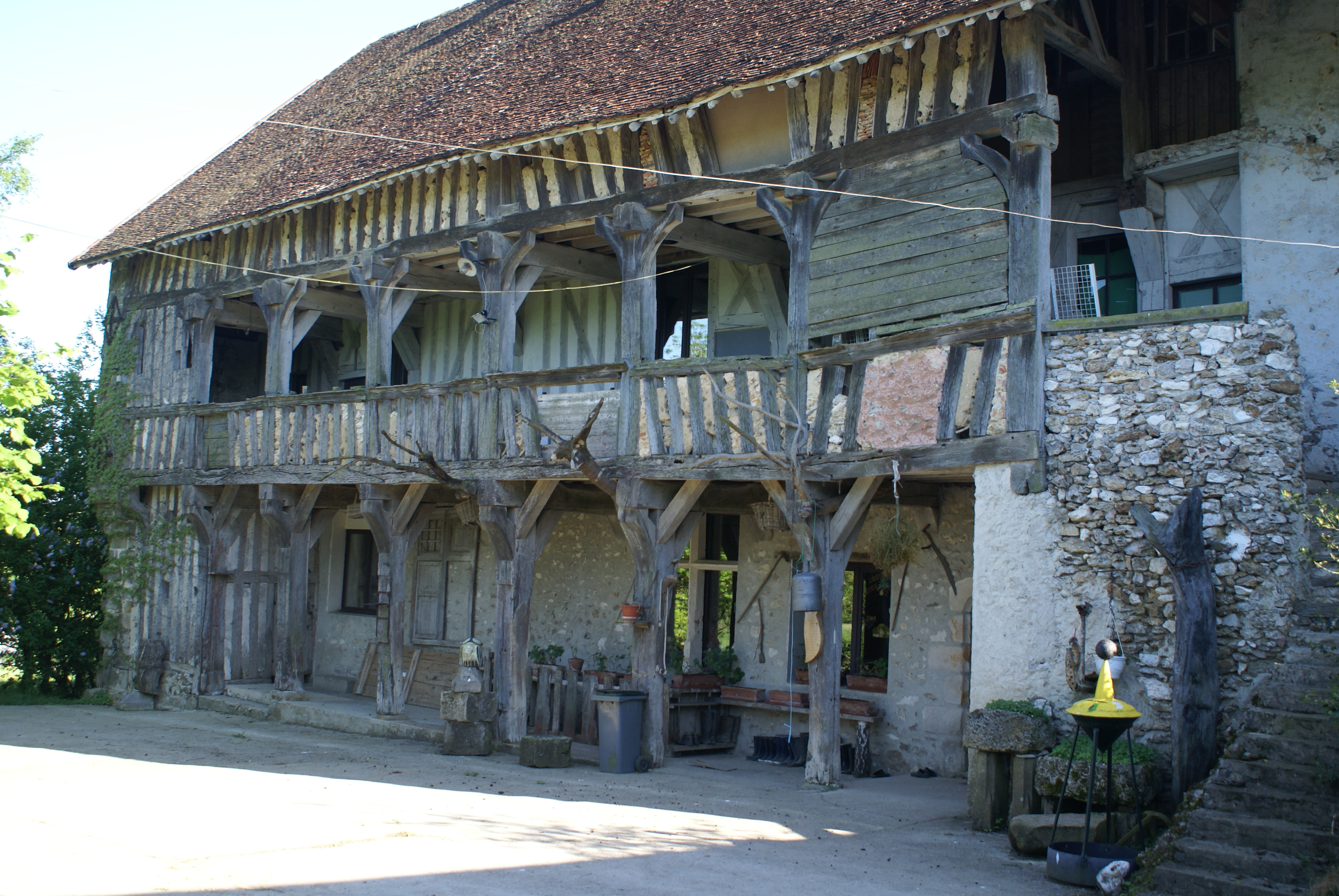
教会旧址
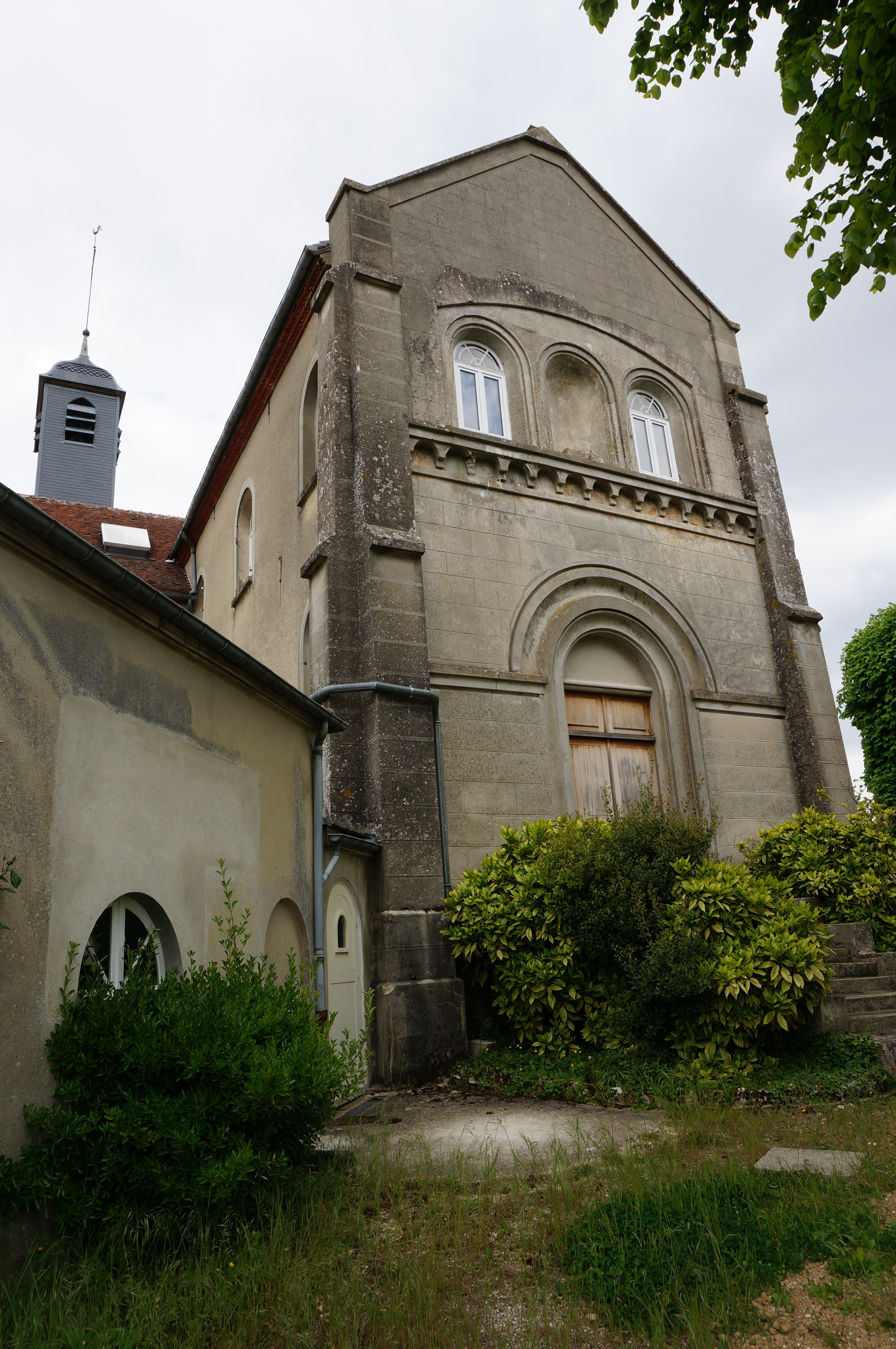
小教堂
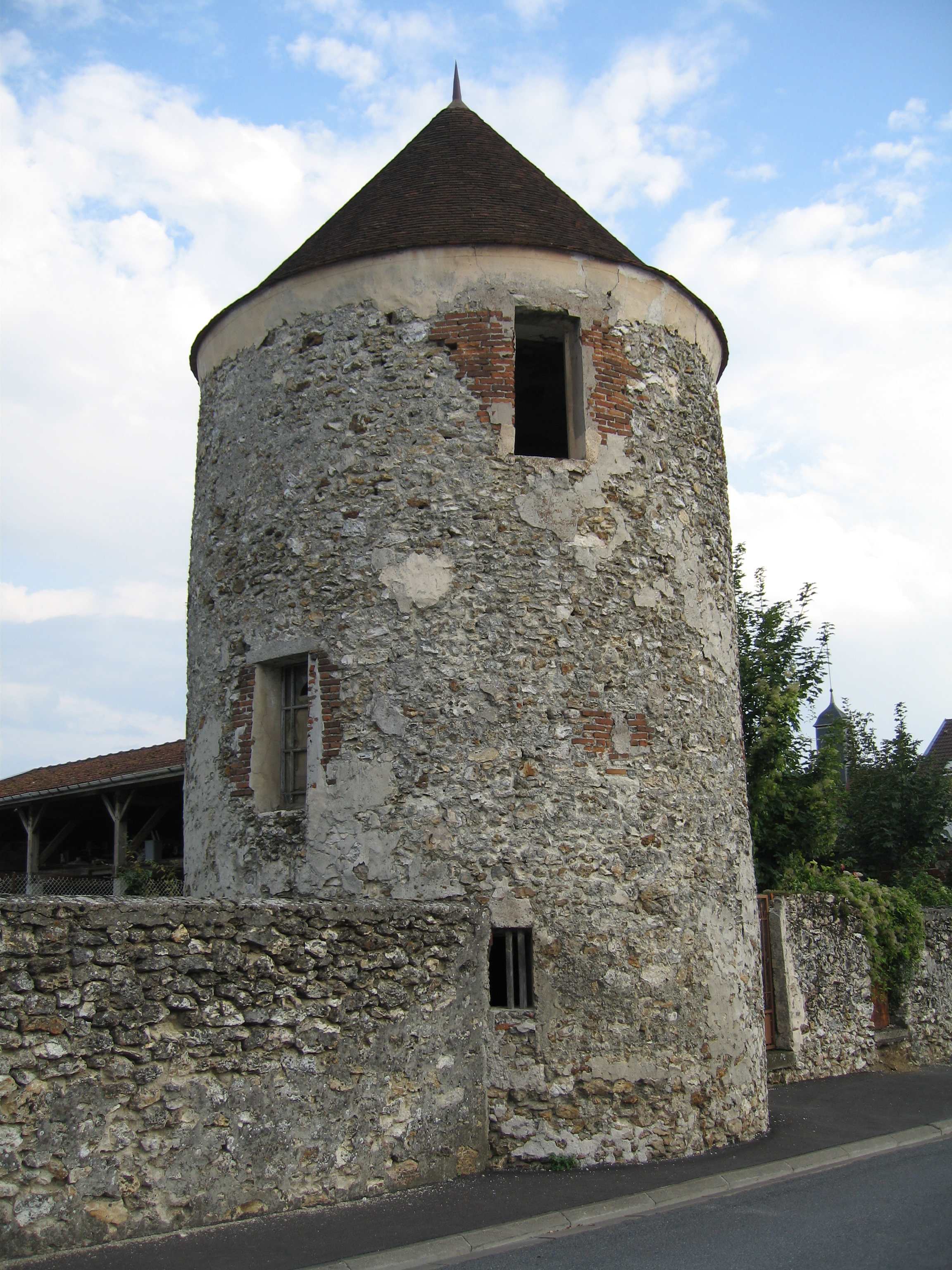
蒙莱昂塔
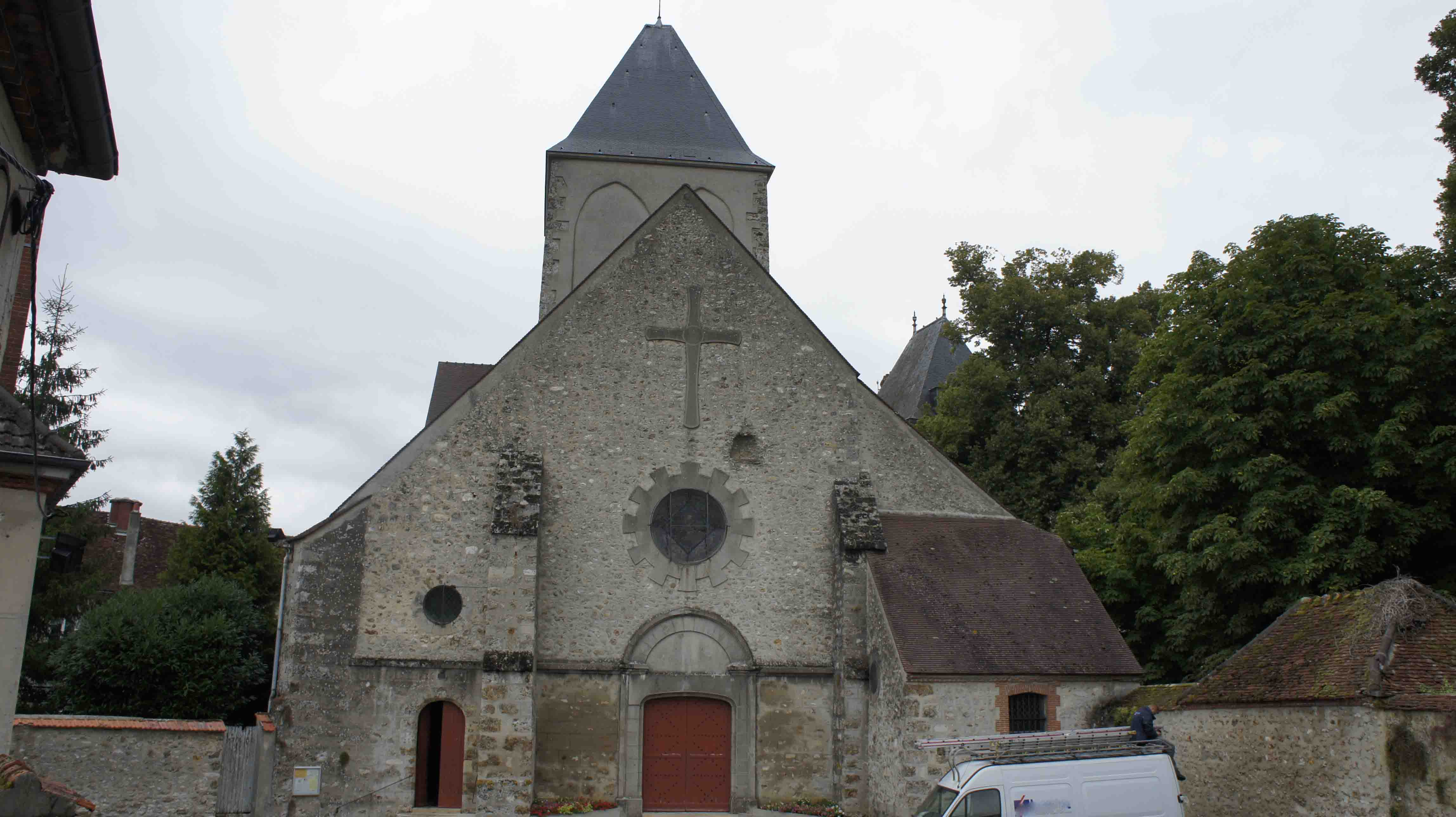
圣艾蒂安教堂

### 旅游

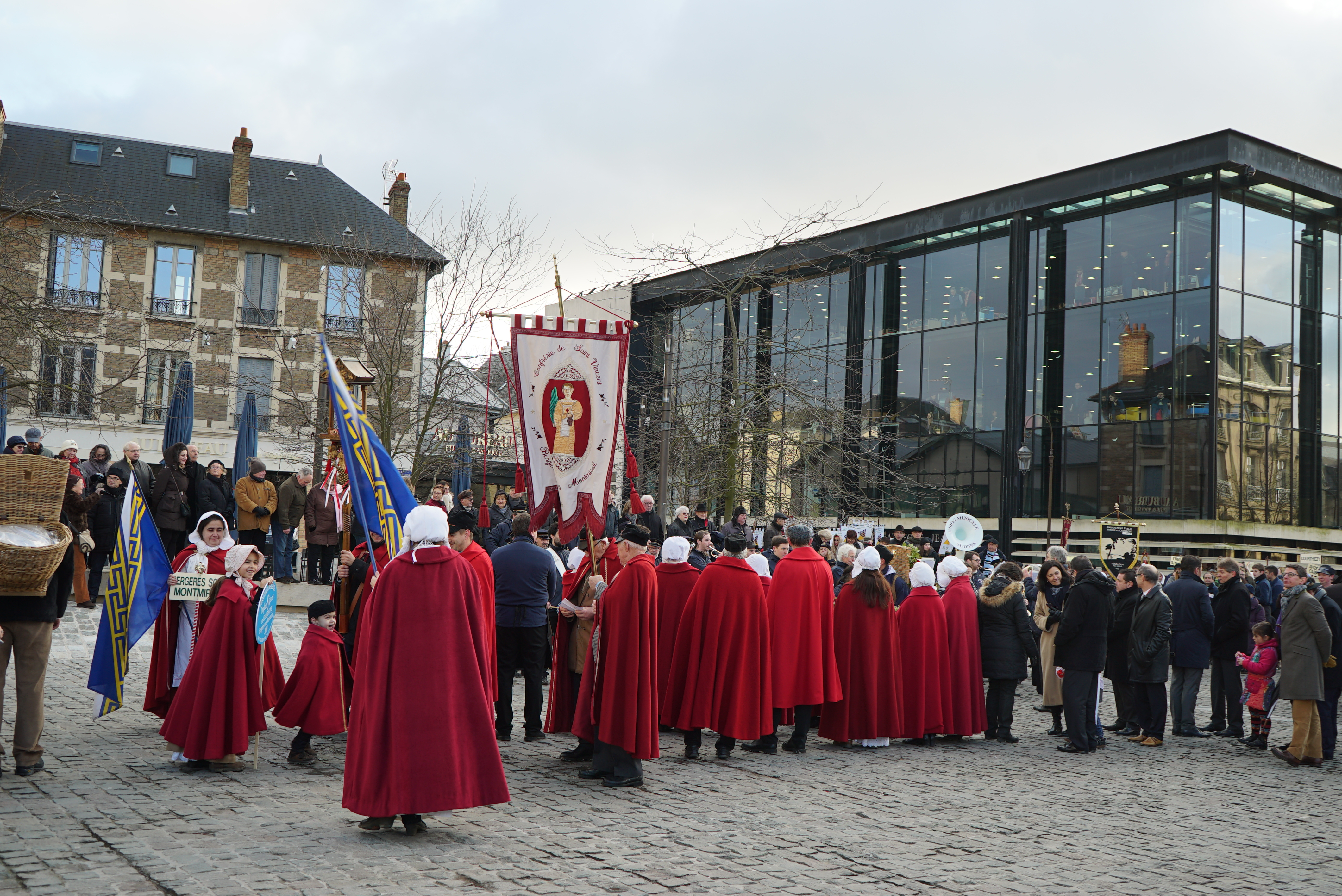
蒙米拉伊的宗教文化活动

蒙米拉伊的旅游事务由其所属的香槟布里市镇公共社区联合各级政府协调负责。2023年，蒙米拉伊境内共有1家酒店共计6间房间；另有1个露营地，可容纳共30辆露营车。

### 媒体
法国主要的媒体均可在蒙米拉伊接收，法国电视三台下属的大东部大区频道在部分时段播出蒙米拉伊所在马恩省的地方新闻。《联合报》、香槟广播、蓝色法兰西香槟-阿登广播等是当地主要的地方性媒体。

## 相关人物
法国足球运动员亨利·介兰出生于蒙米拉伊。

## 友好城市
截至2024年1月，蒙米拉伊共与两座城市建立了友好城市关系：
- 德国 瓦尔德-米歇尔巴赫
- 英格兰 哈索克斯（Hassocks）